# Umbaltal
Umbaltal är en dal i Österrike. Den ligger i förbundslandet Tyrolen, i den centrala delen av landet. Umbaltal bildas av floden Isel.
Dalgångens högsta delar är kal och vid cirka 1500 meter över havet finns gräsmarker. Dalgången börjar vid glaciären Umbalkees. Vid 2038 meter över havet finns fjällstugan Clarahütte. För vandringar i dalen behövs skor som passsar för bergsvandring och bra kondition.